# Аккент
Акке́нт (каз. Ақкент) — село у складі Панфіловського району Жетисуської області Казахстану. Входить до складу Улькеншиганського сільського округу.
Населення — 406 осіб (2021; 495 у 2009, 371 у 1999, 349 у 1989).